# تومس ایبرت
تومس ایبرت (دانمارکی: Thomas Ebert؛ زادهٔ ۲۳ ژوئیهٔ ۱۹۷۳) قایقران روئینگ اهل دانمارک است.